# حمیده حمیدی
حمیده حمیدی دروازه‌بان تیم ملی فوتسال زنان و مربی دروازه بانان تیم ملی فوتسال ایران است.

## زندگی‌نامه
سابقه مربیگری فوتبال A آسیا، مربیگری دروازه‌بانی فوتبال و داوری فوتبال درجه ۱، دروازه‌بانی تیم‌ملی فوتسال بانوان را از سال ۱۳۸۲ تا ۱۳۹۲، مربی دروازه‌بان‌های تیم‌ملی فوتبال بانوان زیر ۱۴ سال و زیر ۱۶ سال و ۱۰ سال بازیکن تیم ملی فوتسال را در کارنامه ورزشی خود دارد. او کارمند شهرداری منطقه ۳ تهران است و در مسابقات تیم ستارگان کشور آلمان به عنوان نماینده ایران در قالب دروازه‌بان در ۵ مسابقه حضور داشته‌است.

### افتخارات
- مقام دوم در مسابقات دیسکاور فوتبال به‌عنوان بازیکن تیم ALLSTAR
- مقام اول در مسابقات مقدماتی فوتبال زیر ۱۹ سال در میانمار (۲۰۱۸)
- مقام اول تورنمنت فوتسال در کشور کویت(۱۳۸۹)
- مقام اول مسابقات فوتبال دسته یک کشور(۱۳۸۵ و ۱۳۸۶)